# 0429
0429 è il prefisso telefonico del distretto di Este, appartenente al compartimento di Venezia.
Il distretto comprende la parte sud-occidentale della provincia di Padova. Confina con i distretti di Vicenza (0444) a nord, di Padova (049) a nord-est e a est, di Rovigo (0425) a sud e di Legnago (0442) a ovest.

## Aree locali e comuni
Il distretto di Este comprende 26 comuni compresi nelle 3 aree locali di Este, Monselice e Montagnana. I comuni compresi nel distretto sono: Arquà Petrarca, Baone, Borgo Veneto, Casale di Scodosia, Cinto Euganeo, Este, Granze, Lozzo Atestino, Megliadino San Vitale, Merlara, Monselice, Montagnana, Ospedaletto Euganeo, Pernumia, Ponso, Pozzonovo, San Pietro Viminario, Sant'Elena, Sant'Urbano, Santa Caterina d'Este, Solesino, Urbana e Villa Estense .